# Луна-1
«Луна-1» — советская автоматическая межпланетная станция (АМС) для изучения Луны и космического пространства. Первый в мире космический аппарат, достигший второй космической скорости, преодолевший притяжение Земли и ставший искусственным спутником Солнца.

## Описание
2 января 1959 года осуществлён пуск ракеты-носителя «Восток-Л», которая вывела на траекторию полёта к Луне АМС «Луна-1». Это была траектория непрерывного выведения, без использования старта с орбиты:201. В массовой советской печати того времени эта АМС называлась «первая советская космическая ракета». Станция также имела названия «Луна-1Д» и «Мечта».
Ракета стартовала вертикально. Во время полёта программный механизм автоматически изменял направление тяги двигателя таким образом, что в конце участка разгона направление скорости имело с горизонтом заданный угол.
Для достижения второй космической скорости ракета была снабжена третьей ступенью (блок «Е»), с двигателем РД-0105, созданным в Воронеже на предприятии «Конструкторское бюро химавтоматики» (КБХА).
В целях полёта ставилась задача достижения станцией поверхности Луны. Попадания не произошло, так как в циклограмму полёта закралась ошибка: при выдаче команды на отсечку двигателя третьей ступени (блока «Е»), которая выдавалась с Земли, не было учтено (уже довольно значительное) время прохождения сигнала от командного пункта до станции. Носитель и вся бортовая аппаратура станции отработали правильно. На выполнении бортовых экспериментов указанная наземная ошибка не сказалась. Среди выдающихся научных результатов, полученных в ходе полёта «Луны-1», можно отметить следующие:
- При помощи бортового магнитометра впервые был зарегистрирован внешний радиационный пояс Земли.
- При помощи ионных ловушек и счётчиков частиц были осуществлены первые прямые измерения параметров солнечного ветра. Был обнаружен ионизованный газ в межпланетном пространстве. На расстояниях 20—25 тыс. км от поверхности Земли измеренная концентрация его составила около 700 частиц в см3, а на расстояниях 100—150 тыс. км — около 300—400 частиц в см3.
- Астрономы Иосиф Самуилович Шкловский и Владимир Гдалевич Курт предложили использовать «оптическое» доказательство, что ракета летит к Луне, взрывом испарив на борту аппарата 1 кг натрия и создав искусственную комету. Был успешно выполнен эксперимент по созданию искусственной кометы. 3 января в 03:56:20 по московскому времени, на расстоянии в 119500 км от Земли из станции было выпущено облако паров натрия (1 кг); рассеиваясь в вакууме, облако светилось оранжевым светом в течение нескольких минут и наблюдалось с Земли как слабая звезда 6-й величины в созвездии Девы, примерно в середине треугольника, образованного звездами Арктуром, Спикой и Альфой Весов. Искусственная комета была сфотографирована на Горной станции Главной астрономической обсерватории АН СССР вблизи Кисловодска Мстиславом Николаевичем Гневышевым.
- Было установлено отсутствие у Луны значительного магнитного поля[8].
- Исследование магнитного поля с помощью космической ракеты показало, что замеренная напряженность поля убывает с высотой быстрее расчетной, достигая минимума 400 γ (1 γ = 10-5 эрстеда) на расстоянии 20 800 км от центра Земли; затем она возрастает до 800 γ на расстоянии 22 000 км и далее медленно убывает. Наличие максимума напряжённости приводит к важному выводу о том, что даже при спокойном состоянии Солнца на расстоянии 21000—22000 км находится внеионосферная токовая система.

Представитель разработчика системы радиоуправления, выставляя 1 января плоскость антенн РУП-А, ошибся по углу места на 2°, выставив 44° вместо 42°. Его никто не проконтролировал — влияние праздника. Во время полёта данные от пеленгатора в счётно-решающее устройство поступали исправно, но параметр по углу места всё время шёл с ошибкой, воспринимаясь как отклонение ракеты вниз от расчётной траектории. Поэтому счётно-решающее устройство не выключало двигатель центрального блока, ожидая, пока данные по углу места не придут в пределы допуска. Из-за ошибки по углу места в 2°, допущенной при работе наземных радиотехнических средств пеленгации и управления ракетой, двигатель блока «Е» выключился позже назначенного момента, что и послужило причиной промаха.
Конечная масса блока «Е» вместе с космическим аппаратом «Луна-1» составляла 1472 кг. Полезный груз (361,3 кг) включал научную и измерительную аппаратуру, четыре радиопередатчика и источники электропитания, размещённые в отделяемом аппарате и на блоке «Е».
«Луна-1» несла вымпелы: сферический из стальных пятиугольных элементов с зарядом взрывчатого вещества внутри шара для их разброса и в виде капсулы, заполненной жидкостью, в которой размещались алюминиевые полоски. Оба имели обозначение, указывающее государственную принадлежность аппарата, месяц и год его запуска. 
После выключения двигателя произошло отделение контейнера с научной аппаратурой. На высоте 1500 км скорость ракеты относительно центра Земли несколько превышала 10 км/с, на высоте 100 000 км она равнялась примерно 3,5 км/с.
Расчёт траектории «Луны-1» осуществлялся на ЭВМ «БЭСМ-2».
4 января в 05:57 по московскому времени «Луна-1» прошла на расстоянии 6000 километров от поверхности Луны и вышла на гелиоцентрическую орбиту. В период наибольшего сближения ракета находилась на небесной сфере выше Луны и несколько правее её, если смотреть с Северного полушария Земли. В этот момент ракета находилась на небесной сфере между звёздами Спика и [что?]Весов. После прохождения около Луны космическая ракета продолжала удаляться от Земли, скорость её относительно центра Земли продолжала убывать, приближаясь к 2,1 км/с. Гравитационное поле Луны изменило траекторию АМС, но не смогло её притянуть к себе.
7—8 января 1959 года и позже, когда станция находилась на расстояниях порядка 1 млн км и более, влияние Земли на ракету стало настолько слабым, что движение станции стало в основном определяться силой тяготения Солнца. Несмотря на то, что станция в Луну не попала, АМС «Луна-1» стала первым в мире космическим аппаратом, достигшим второй космической скорости, преодолевшим притяжение Земли и ставшим искусственным спутником Солнца. Таким образом, в целом полёт можно охарактеризовать как частично успешный, рекордный для своего времени и весьма плодотворный с научной точки зрения. Наклон орбиты искусственной двойной планеты (блок «Е» и отделившаяся от неё «Луна-1») к плоскости эклиптики составляет около 1°, эксцентриситет 0,148, минимальное и максимальное расстояние от Солнца соответственно 146,4 млн км и 197,2 млн км. Период обращения — примерно 450 суток. Относительные скорости отделения были невелики, и поэтому блок «Е» и отделившаяся от неё «Луна-1» находятся на близких орбитах.
Поначалу американцы усомнились в существовании АМС, поскольку даже крупнейшая радиообсерватория в Джодрелл-Бэнк (Чешир, Англия) не «слышала» его. Однако антенна диаметром 26 м лаборатории реактивного движения (JPL) (Пасадина, Калифорния, США) нашла «Луну-1», приняв слабый сигнал через восемь часов после того, как аппарат пролетел мимо Луны.
В начале сентября 1959 года, когда станция была в афелии, она приблизилась к орбите Марса на расстояние порядка 15 млн км, то есть примерно в 4 раза ближе, чем Земля в периоды великих противостояний.
Ари Абрамович Штернфельд оценил, что станция должна вернуться к Земле в 2109 году, если за это время притяжение планет не изменит период её обращения.

## Оборудование
«Луна-1» была оснащена следующим научным оборудованием: магнитометр; счётчик Гейгера; сцинтилляционный счётчик; детектор микрометеоритов; радиопередатчик, работавший на частоте 183,6 МГц; радиопередатчик, работавший на частоте 19,993 МГц; блок приемников, служивший для радиоконтроля траектории движения.

## Траектория
Для контроля траектории и определения координат использовали автоматизированную систему, разработанную для определения траектории баллистических ракет.
Развертка на поверхность Земли выглядела так (из сообщений ТАСС):
- 3 января
  - в 3 часа: 3 градуса 12 минут ю. ш. и 108 градусов в. д., 100 000 км от Земли
  - в 6 часов: 4 градуса 30 минут ю. ш. и 63.5 градуса в. д., 137 000 км от Земли
  - в 13 часов: 7 градусов 33 минуты ю. ш. и 40 градусов з. д., 209 000 км от Земли
  - в 16 часов: 8 градусов 20 минут ю. ш. и 86(85) градусов з. д., 237 000 км от Земли
  - в 19 часов 8 градусов 57 минут ю. ш. и 131(130) градус з. д., 265 000 км от Земли
  - в 21 час 9 градусов 18 минут ю. ш. и 160 градусов з. д., 284 000 км от Земли
- 4 января
  - в 0 часов: 9 градусов 45 минут ю. ш. и 155 градусов в. д., 311 000 км от Земли
  - в 3 часа: 10 градусов 7 минут ю. ш. и 110 градусов в. д., 336 600 км от Земли
  - в 5 часов 57 минут ракета прошла на минимальном расстоянии от Луны (5—6 тыс. км.) и стала спутником Солнца. После чего ТАСС стал публиковать её координаты в астрономических координатах.
- 5 января в 10 часов аккумуляторы сели и связь с АМС прекратилась.

## Галерея

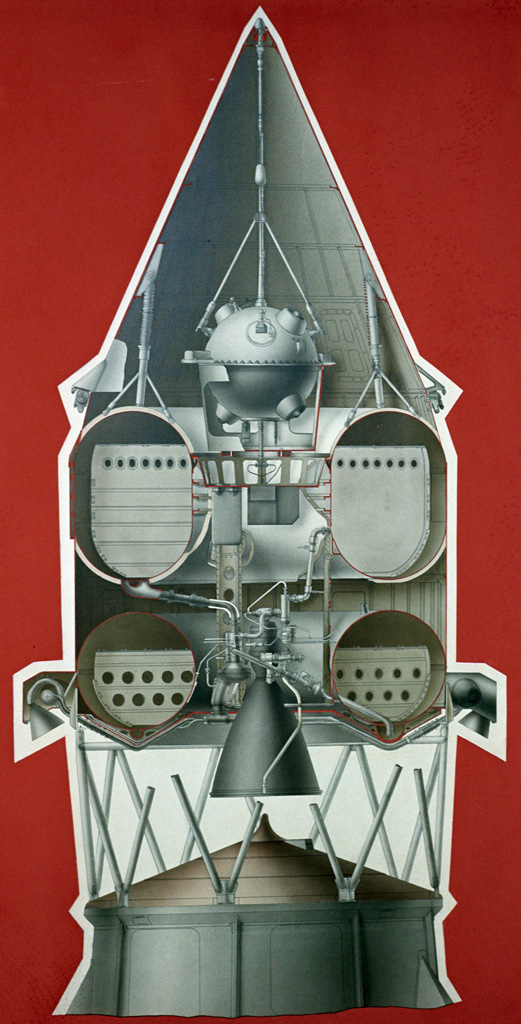
Схема компоновки АМС «Луна-1»
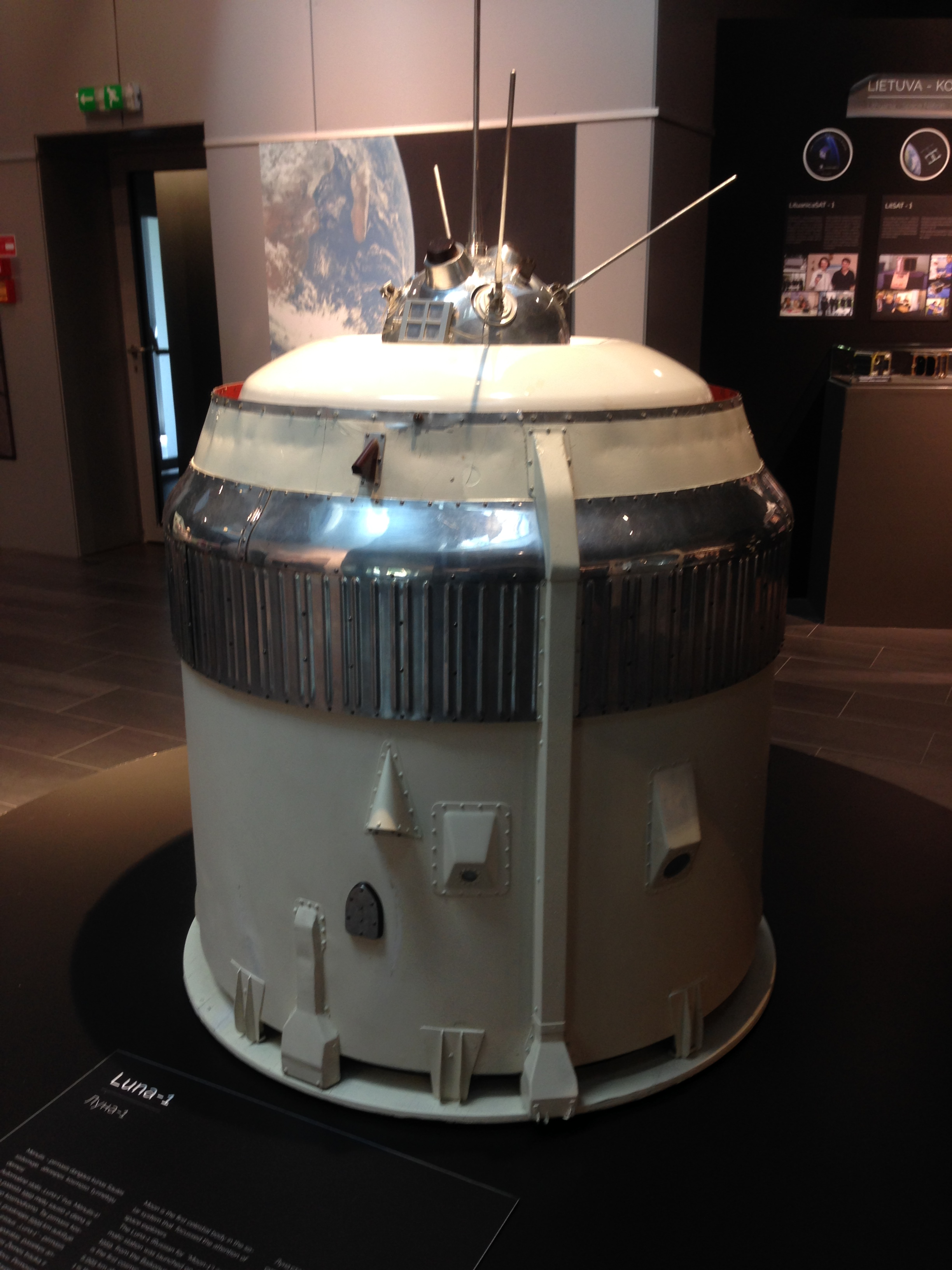
Макет АМС «Луна-1»
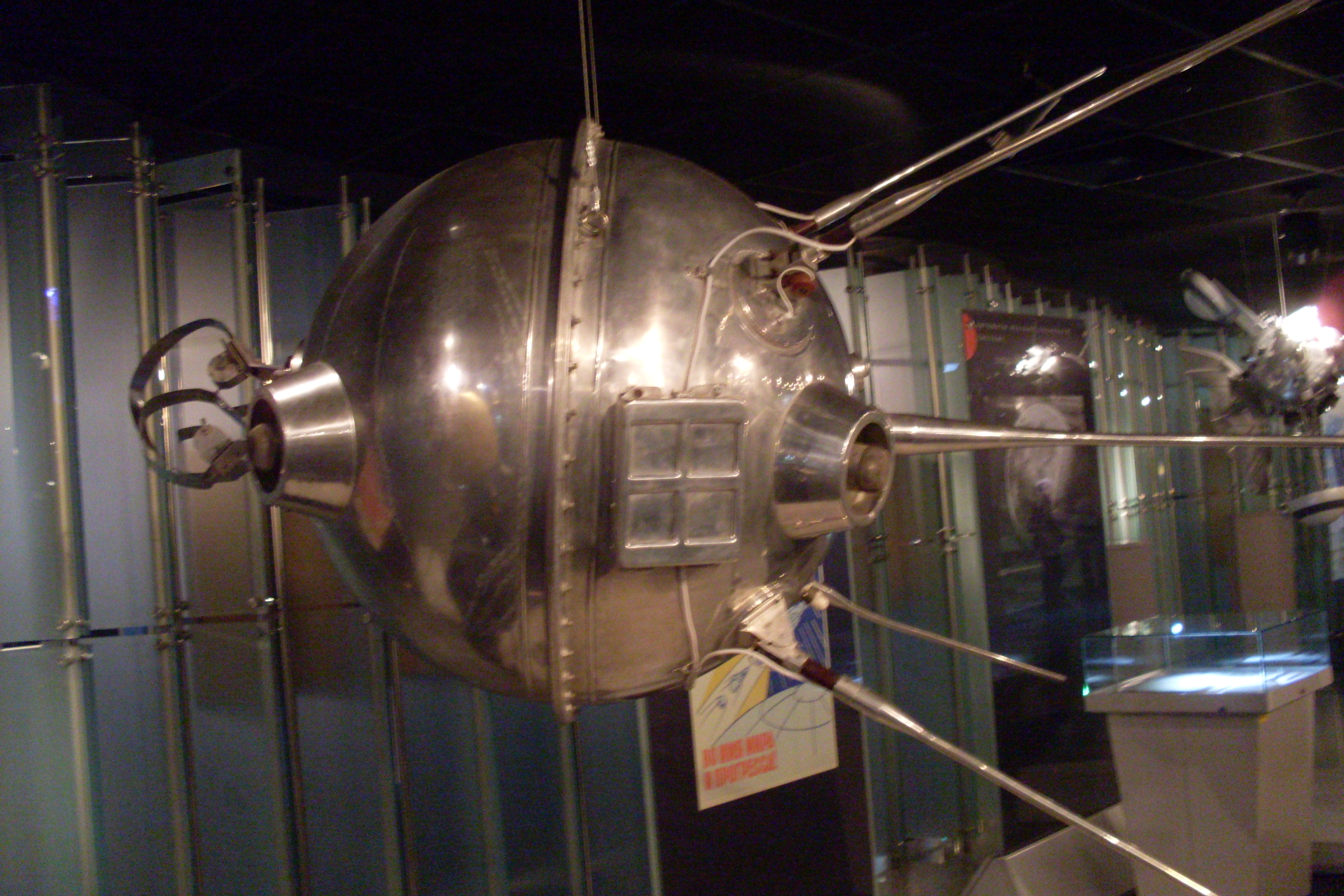
Макет «Луна-1»
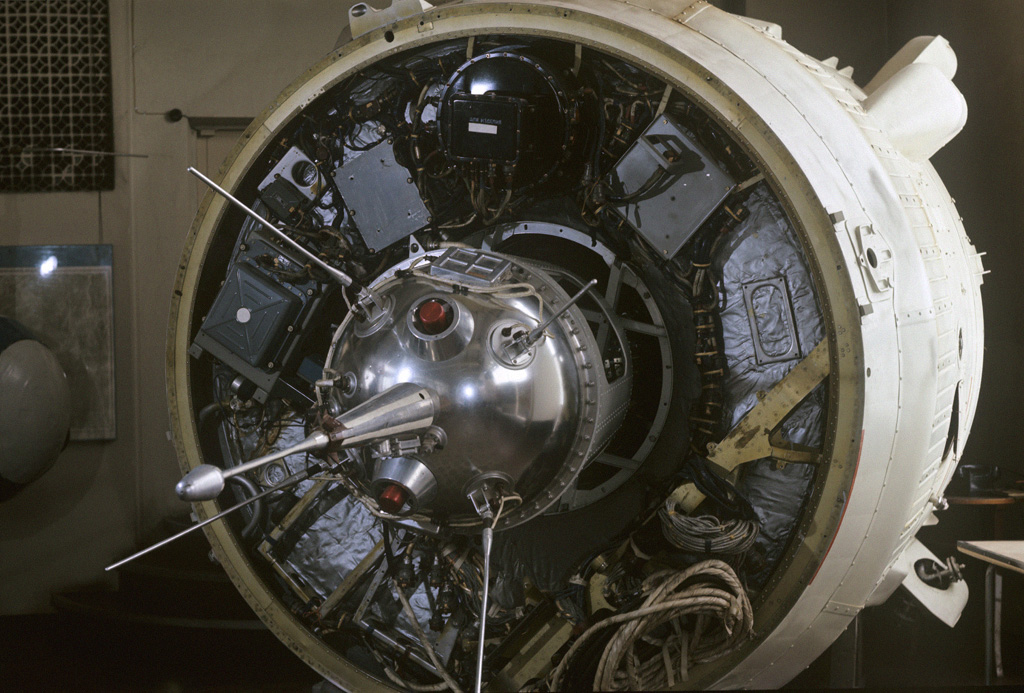
Автоматическая межпланетная  станция «Луна-1»
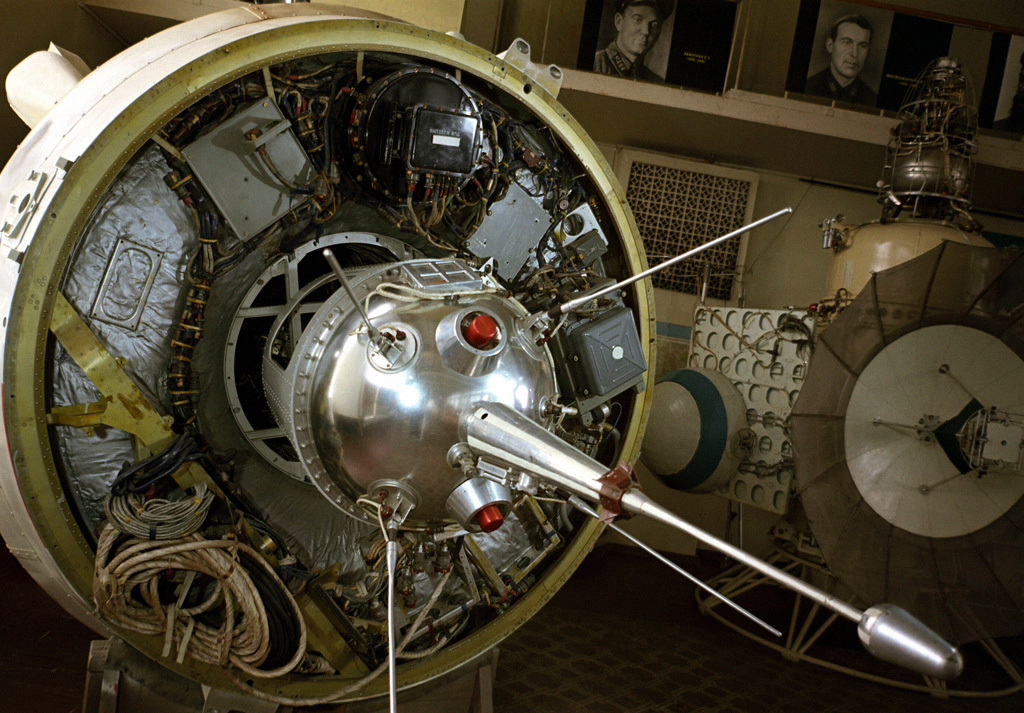
Автоматическая межпланетная  станция «Луна-1»
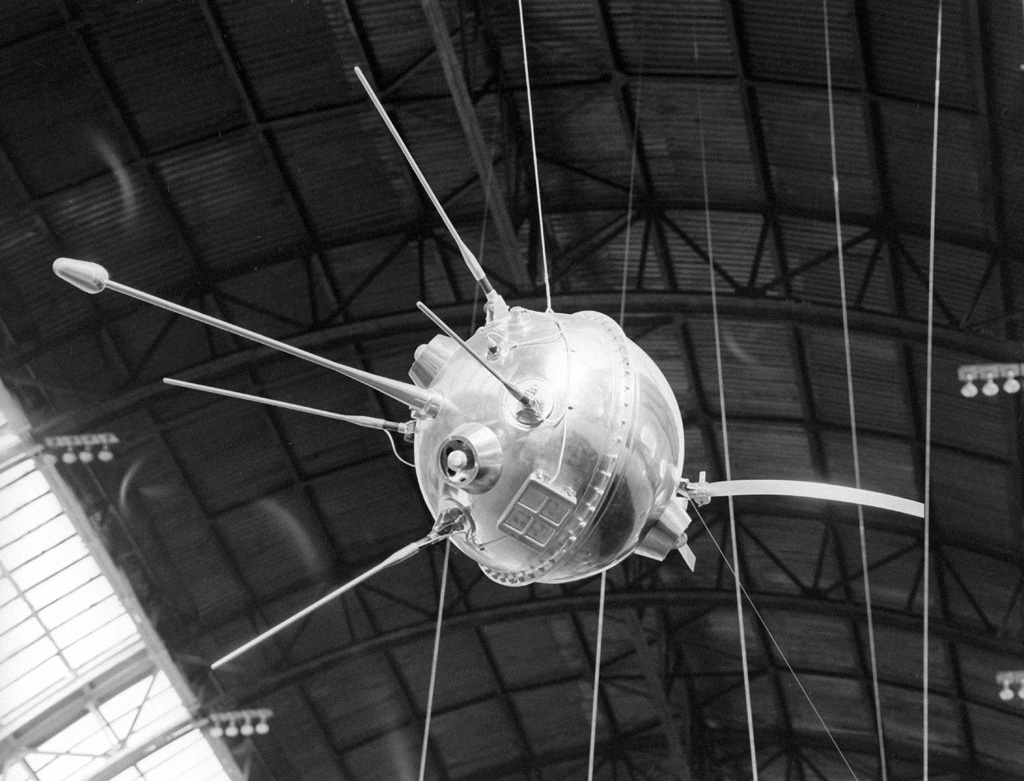
Павильон «Космос» на ВДНХ
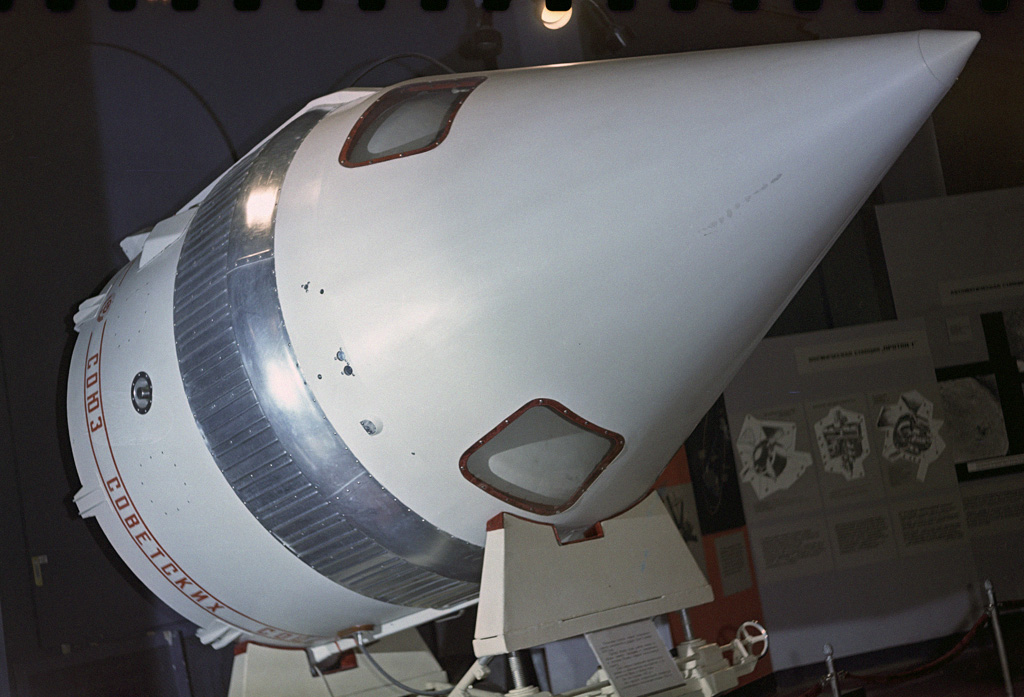
Павильон «Космос» на ВДНХ
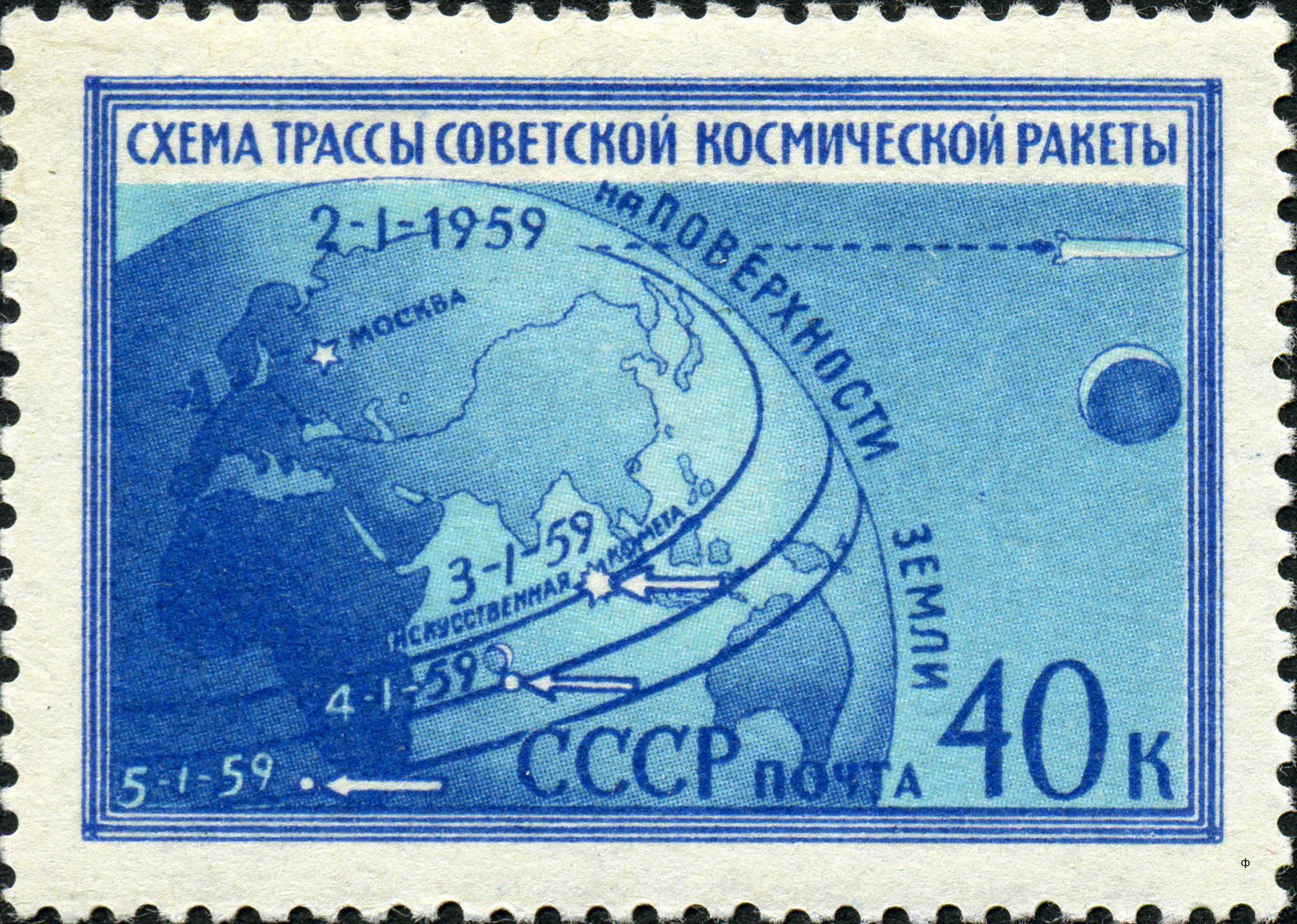
Почтовая марка СССР 1959 года — Схема трассы полёта
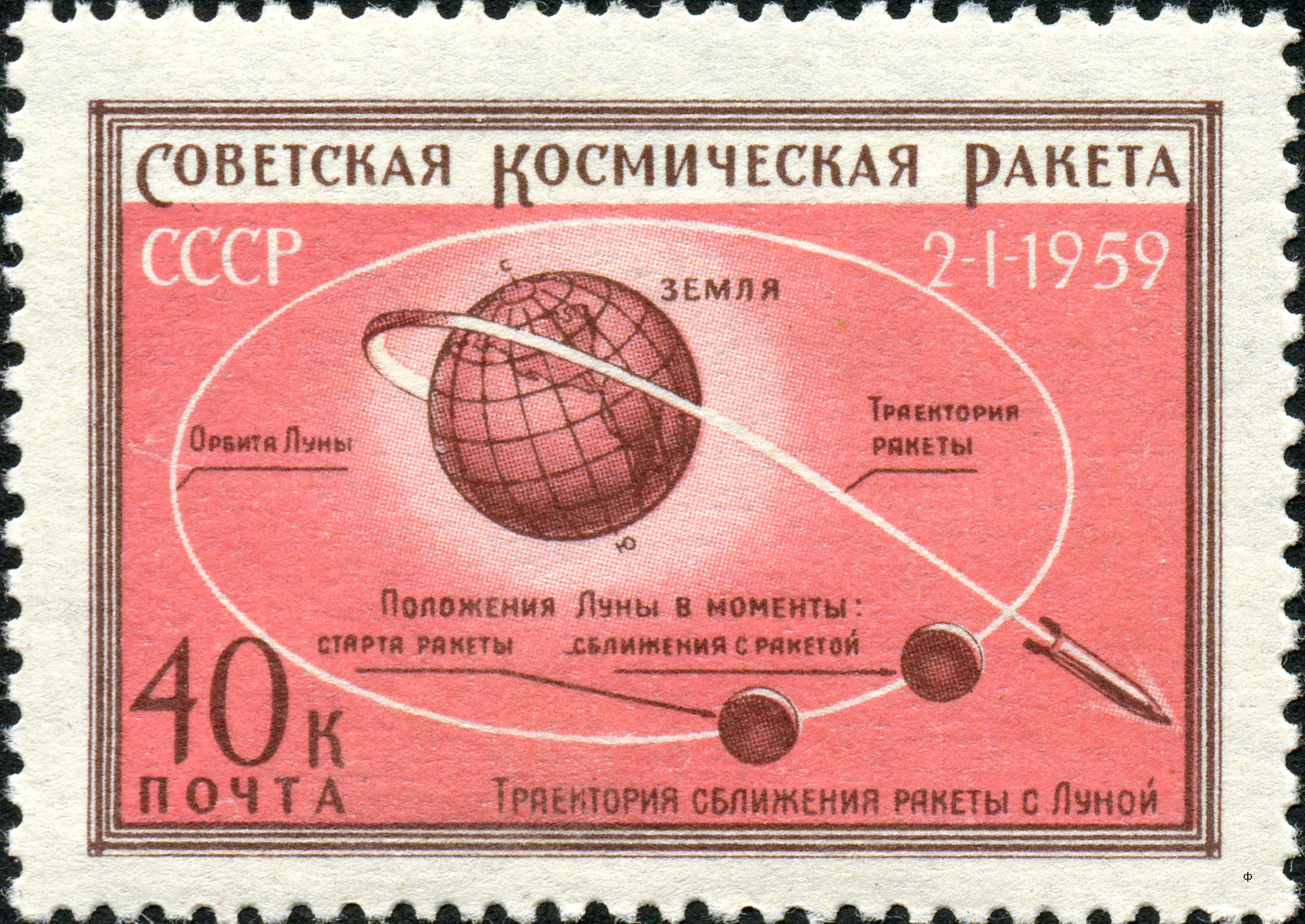
Почтовая марка СССР 1959 года — Траектория сближения ракеты с Луной
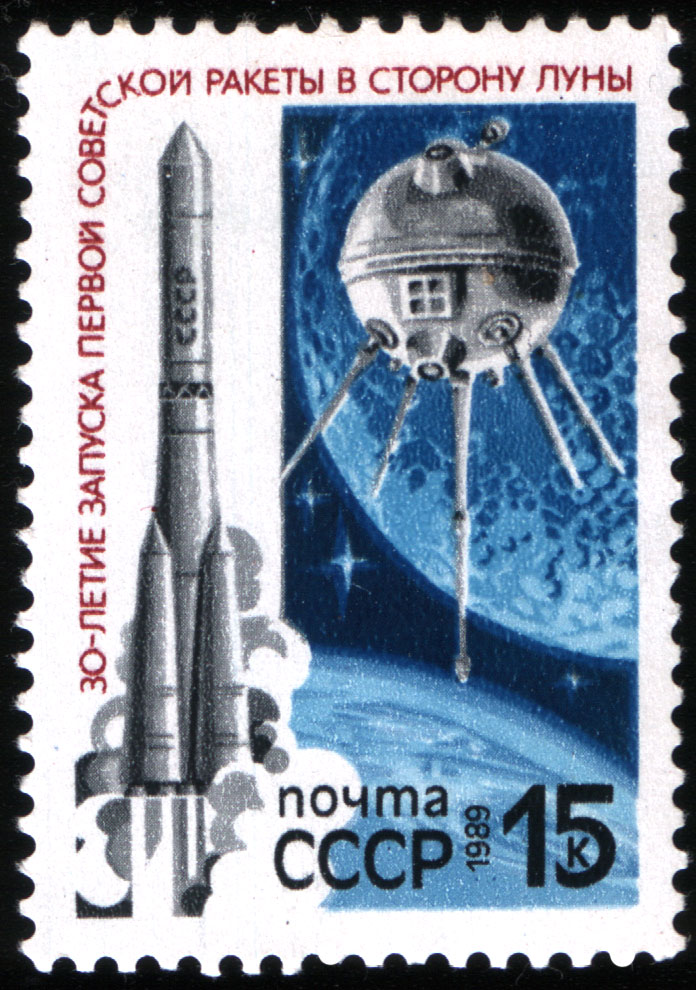
Почтовая марка СССР 1989 года — 30 лет запуска
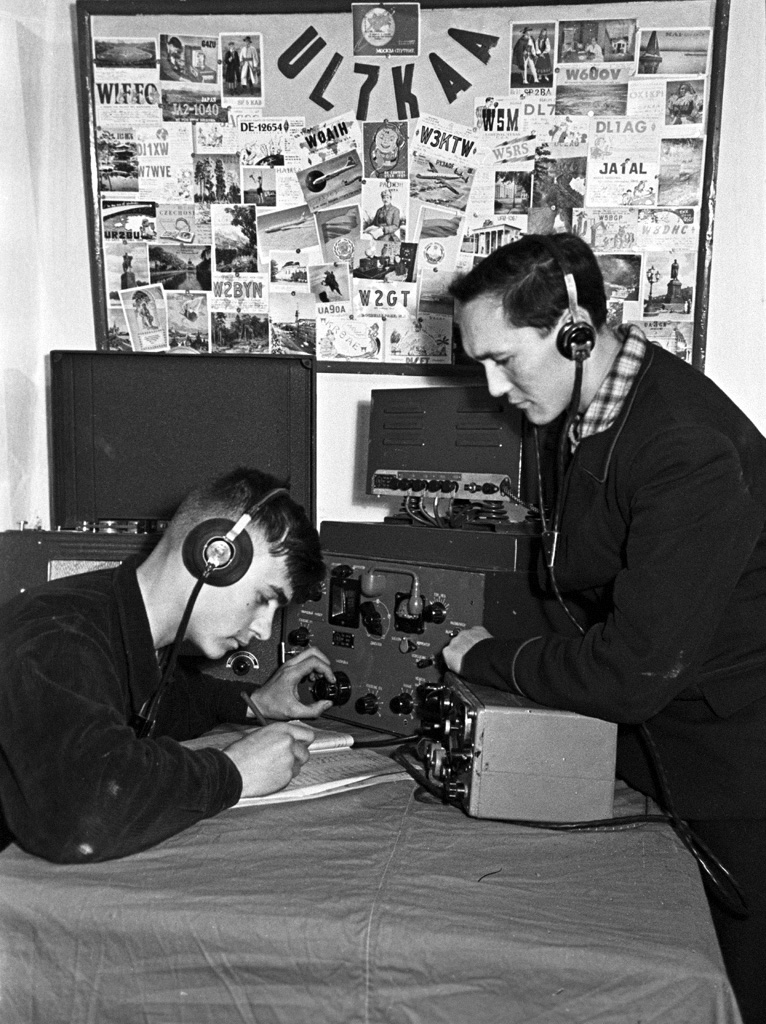
Советские радиолюбители принимают радиосигналы «Луны-1»